# Nasirec
Nasirec je naselje v Občini Hrpelje - Kozina.